# هاسنمت
هاسنمت (به لاتین: Hasenmatt) یک کوه در سوئیس است که در کانتون سولوتورن واقع شده‌است. هاسنمت ۱٬۴۴۵ متر بالاتر از سطح دریا واقع شده‌است.